# 첼시 클린턴
첼시 클린턴(본명: 첼시 빅토리아 클린턴, 영어: Chelsea Victoria Clinton, 1980년 2월 27일 ~ )은 전 미국의 대통령 빌 클린턴과 전 미국 상원 의원이자 퍼스트 레이디인 힐러리 클린턴 사이에서 태어난 외동딸이다.

## 젊은 시절
클린턴은 아칸소주 리틀록에서 태어났다. 이름 첼시는 어머니 힐러리 클린턴이 좋아하던 조니 미첼의 노래《Chelsea Morning》에서 영감을 얻어 지어졌다. 백악관에서 사춘기를 보낸 첼시는 시드웰 프렌즈 스쿨를 졸업한 후 1997년 스탠포드 대학교에 입학하여 2001년 학사를 취득하고 같은 해에 옥스퍼드 대학교 유니버시티 칼리지에 입학하여 2003년 석사 학위를 취득하고 컬럼비아 대학교에서 공중보건학 석사학위를 취득한 뒤 다시 옥스포드 대학교로 돌아와 박사 학위를 취득하였다. 뉴욕 대학교 연구소장, NBC 뉴스 특파원으로 일하다가 현재 클린턴 재단에서 일하고 있다.

## 결혼
2010년 7월 31일에 뉴욕주 라인벡에서 러시아계와 유대계 혈통을 가진 미국인 남자친구 마크 메즈빈스키와 결혼 하였다.